# ヴオサルミの戦い
ヴオサルミの戦いは、継続戦争でフィンランドとソビエト連邦の間で行われた戦闘の一つ。おおよそ1944年7月4日から7月17日に行われた。アイラパー・ヴオサルミの戦いとしても知られる。

## 背景
ソ連軍は7月3日までに行われたタリ＝イハンタラの戦いでフィンランド軍の防衛線を破ることに失敗しており、イハンタラ近郊ではフィンランド軍が強固に抵抗していた。このため新たな方面への攻撃としてイハンタラより東のヴオサルミ近郊のフィンランド防衛線を破り、カレリア地峡のフィンランド軍を包囲することを計画した。ソ連第23軍はアイラパー地域のフィンランド軍に対して2週間あまり小規模な攻撃を仕掛けていたが、突破は行えておらず、攻撃の失敗によって7月3日には司令官が交代させられていた。

## 戦闘序列

### フィンランド
防御側のフィンランドは当初地峡の東部を担当する第Ⅲ軍団のうち第2師団一個のみであった。しかし、タリ＝イハンタラ地域での攻撃が弱くなり始めたため、この地域から戦車や猟兵からなる装甲師団の増援がおこなわれた。

### ソビエト連邦
攻撃を行うレニングラード戦線の第23軍は渡河を行いヴオサルミを突破することが求められた。この攻撃のために第23軍は当初第92、281、381狙撃師団からなる第98軍団が割り当てられ、後に第10、92、142狙撃師団からなる第115軍団に交代している。

## 戦闘

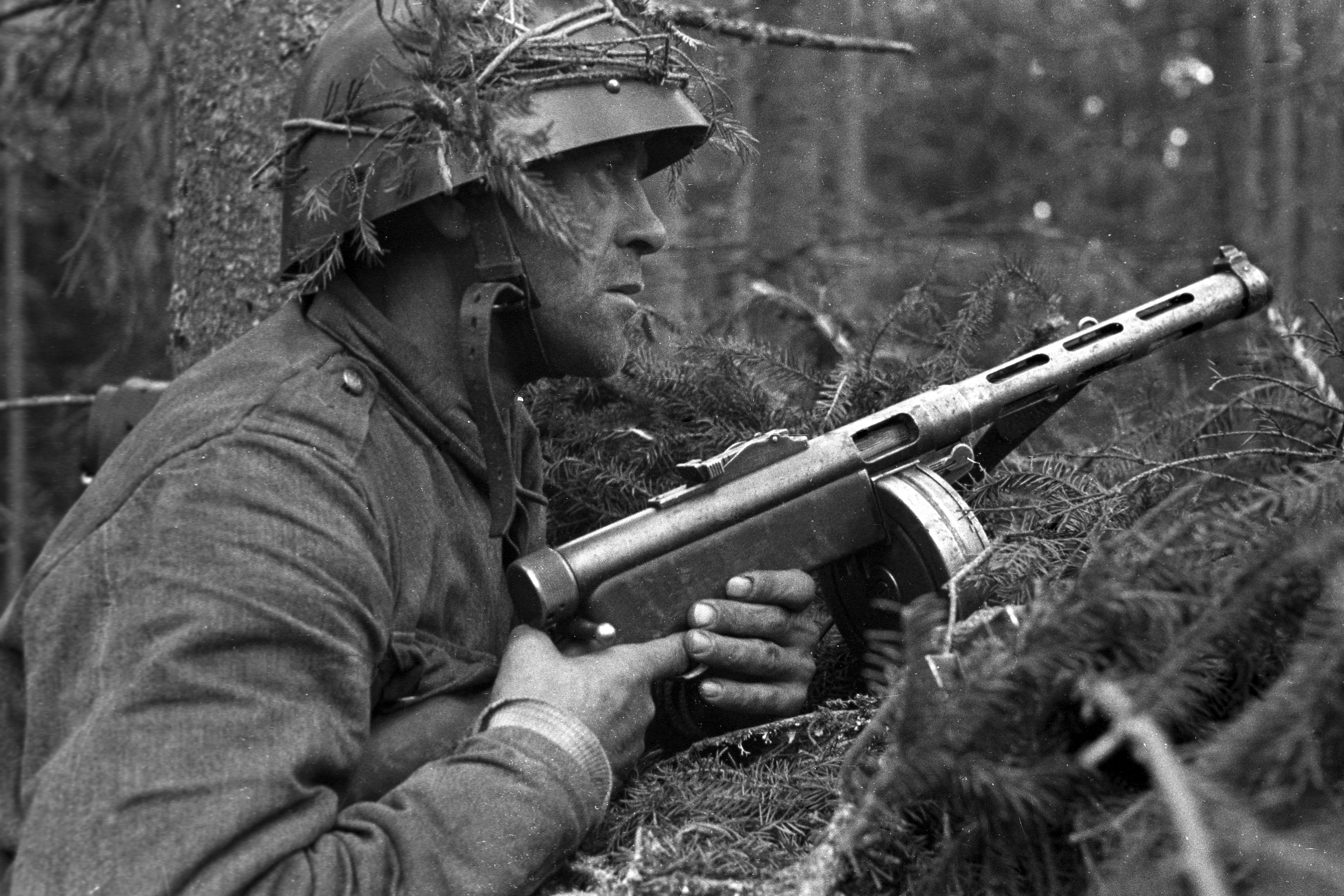
戦闘するフィンランド兵

フィンランド軍の位置はアイラパーの端のヴオクシ川を背にした非常に不利な位置であったが防衛ラインの峰に位置する川の北岸の防御のために維持されていた。ソ連第98軍団は7月4日に攻撃を開始し、岸辺の制圧をめぐって9日まで激しい戦闘が行われ、フィンランド軍は最終的に北岸へと撤退した。
ソ連軍第115軍団は北岸に橋頭堡を築いて増強し、7月11日までに第115軍団の3個師団すべてが北岸へ渡った。一方、フィンランド軍はタリ＝イハンタラ方面から送られ、充足はしていないもののフィンランドの装甲師団が増援として到着し、11日双方が同時に攻撃の準備に移った。双方の攻撃の試みは成功はしなかった。ソ連軍は北岸へ到着しており、機甲部隊も存在したにもかかわらず、それ以上の侵攻は食い止められた。その後、ヴオサルミでフィンランド軍が反転攻勢を行い、ソ連軍は戦果を挙げられないまま北岸から追い落され、7月中旬には双方が両岸で防衛体制に入った。
フィンランド砲兵は6月20日から7月17日までの間にタリ＝イハンタラの戦いやこの戦いを含めカレリア防衛の戦いの合計で122,000発の砲弾を使用したとされている。

## その後
ヴオサルミの攻撃が失敗したことによって、タリ近郊の部隊の包囲はかなわず、カレリア地峡での戦闘は沈静化していった。レニングラード戦線の司令であるレオニード・ゴヴォロフはソ連側に重大な損害が出たにもかかわらず具体的な結果を出せなかったため第23軍、第98軍団、第115軍団の司令官を激しく叱責した。